# Zealoctenus
Zealoctenus is een monotypisch geslacht van spinnen uit de  familie van de Miturgidae (spoorspinnen).

## Soort
- Zealoctenus cardronaensis Forster & Wilton, 1973